# Classe Los Angeles
La classe Los Angeles est une classe de sous-marins nucléaires d'attaque (SNA, SSN en anglais) de l'United States Navy qui ont été mis en service entre 1976 et 1996. Cette classe a été construite en soixante-deux bâtiments allant du SSN 688 Los Angeles au SSN 773 Cheyenne, ce qui en fait la plus longue série de sous-marins nucléaires d'attaque. Ces sous-marins sont munis, depuis 1984, de 12 tubes à lancement verticaux (VLS, Vertical Launch System) pour les missiles Tomahawk montés entre le sonar avant et le caisson principal.

## Les sous-classes
Il y a trois générations des sous-marins de cette classe :
1. La première génération ou flight I possède les caractéristiques de base.
2. La seconde génération ou flight II est munie des 12 tubes verticaux de lancement pour les missiles Tomahawk. Le réacteur nucléaire S6G est amélioré et ne nécessite plus d'être réapprovisionné en combustible.
3. La dernière génération désignée par le nom "688I" avec un I pour "Improved" est plus silencieuse, les barres de plongée disparaissent du kiosque et elle dispose du sonar BSY-1 et de sa suite de combat. Plus lourds, les 688I déplacent 6 330 tonnes en surface et 7 177 tonnes en plongée.

## Caractéristiques

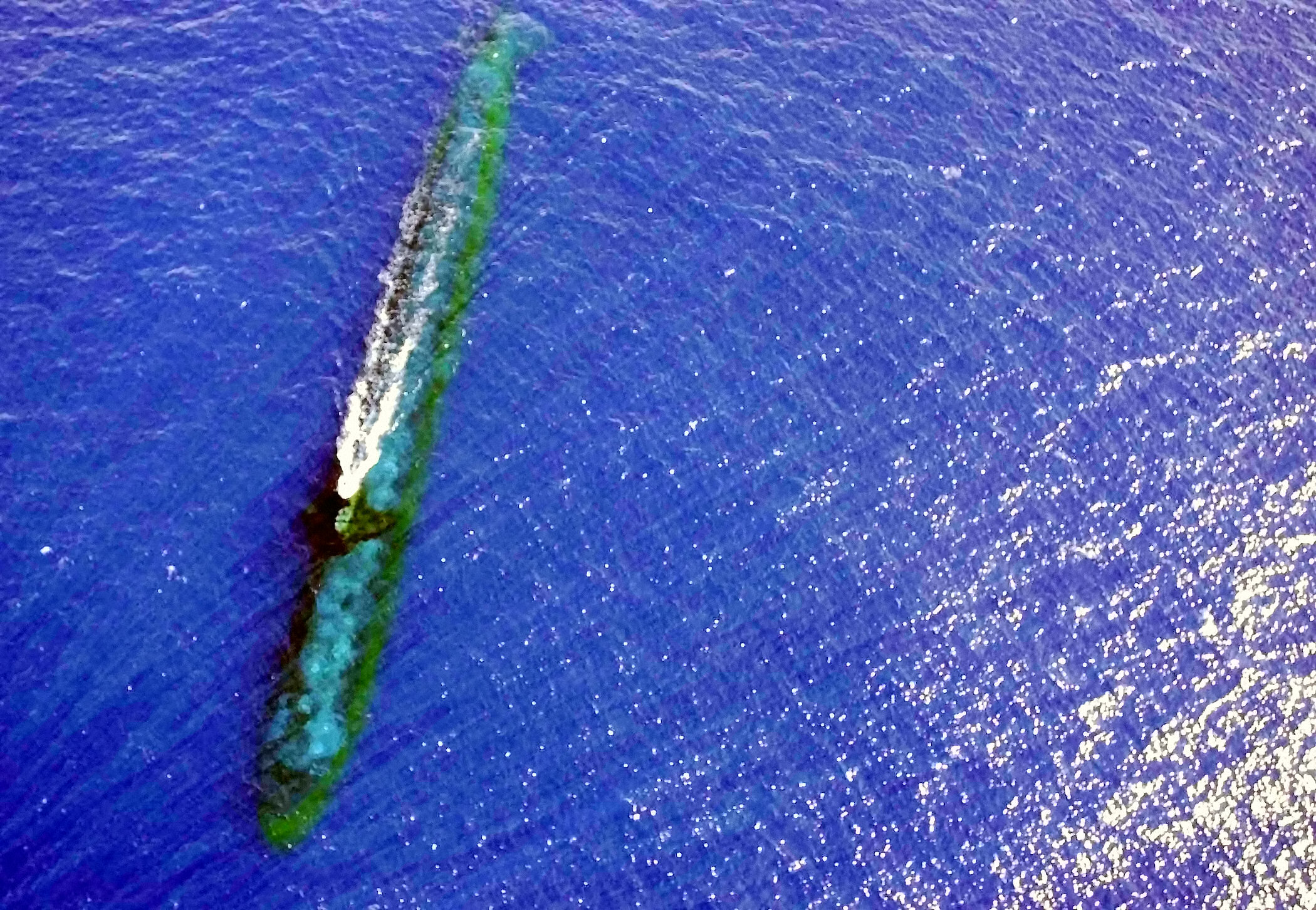
Le USS Chicago (SSN-721) en Malaisie.

Ces bateaux portent le nom de grandes villes des États-Unis, ce qui était réservé auparavant aux croiseurs.
Il était prévu à la mise en service du navire de tête, en novembre 1976 avec 27 mois de retard par rapport aux estimations, 26 unités de cette classe dont le prix unitaire de 300 millions de dollars étaient considérés comme élevés.
Leur réacteur S6G a vu sa masse passer de 600 à 800 tonnes dans le but de fournir une vitesse en immersion de 35 nœuds voulue par l'amiral Hyman Rickover, avec une discrétion acoustique maximale. Sa taille considérable imposa toute une série de compromis, ces bateaux ont une habitabilité très moyenne et une immersion opérationnelle de 300 mètres, inférieure de 25 % à leurs prédécesseurs de la classe Sturgeon.
Leur coque est construite dans un acier spécial à haute limite élastique HY 80 (sauf pour les SNN 753 et 754 qui ont été construits en HY 100), étrave en CVR (Composite Verre-Résine). Ils ont été dotés d'un revêtement anéchoïque.
En date de 2024, ils sont les seuls à pouvoir emporter le Submarine Launched Mobile Mines (en), une mine marine mobile.
Depuis 1996 (date du lancement du dernier Los Angeles), la Navy a un nouveau projet nommé Virginia. Le premier sous-marin de la classe Virginia, l'USS Virginia (SSN-774) est opérationnel depuis 2006. Les sous-marins de cette classe seront appelés à remplacer ceux de la classe Los Angeles et compléter les 3 classe Seawolf.
Sur les 62 bâtiments, 48 étaient encore en service au 1er janvier 2006, 42 au 1er avril 2012 et 36 au 1er août 2016.

## Accidents

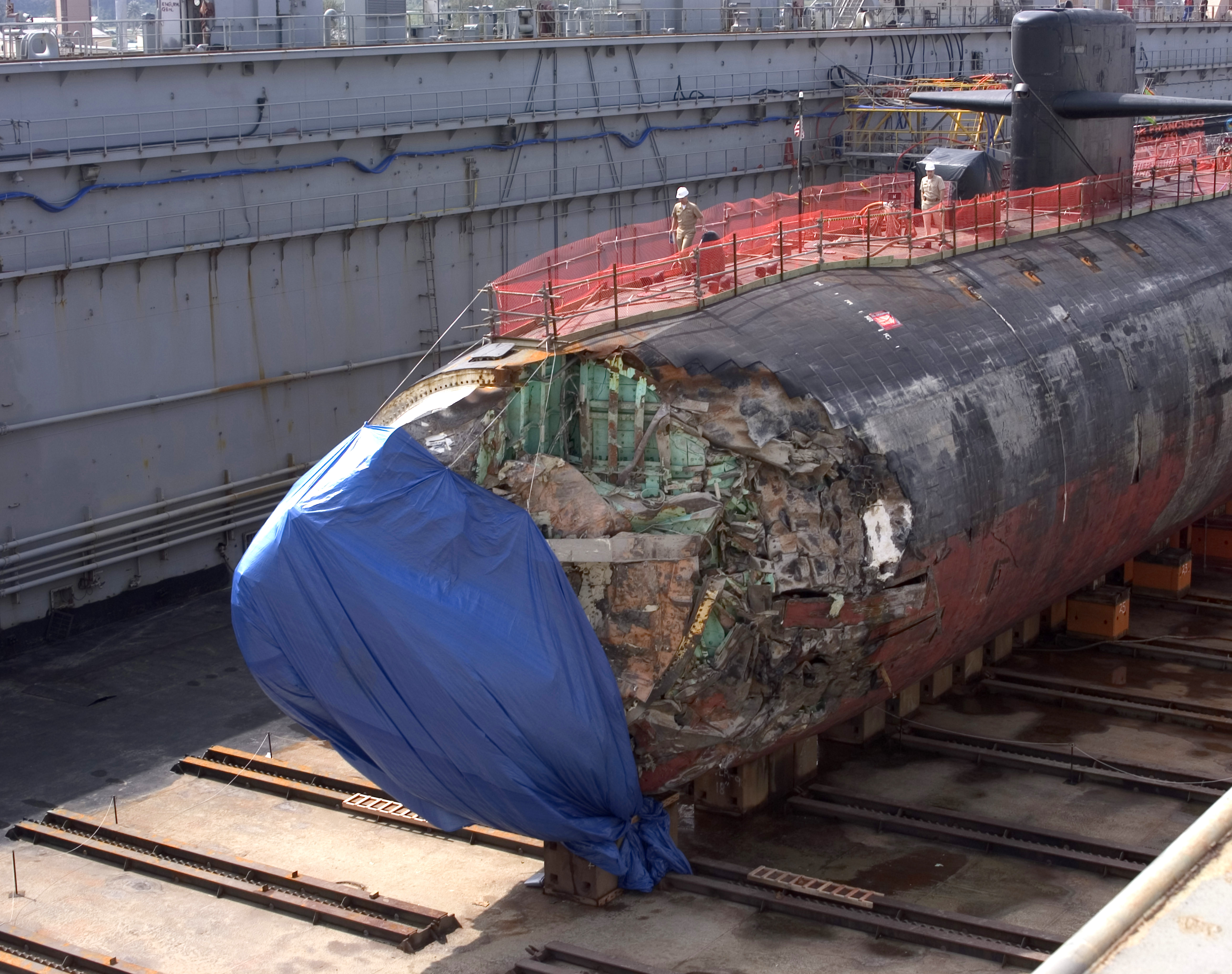
L'USS San Francisco (SSN-711) après sa collision (28 janvier 2005).

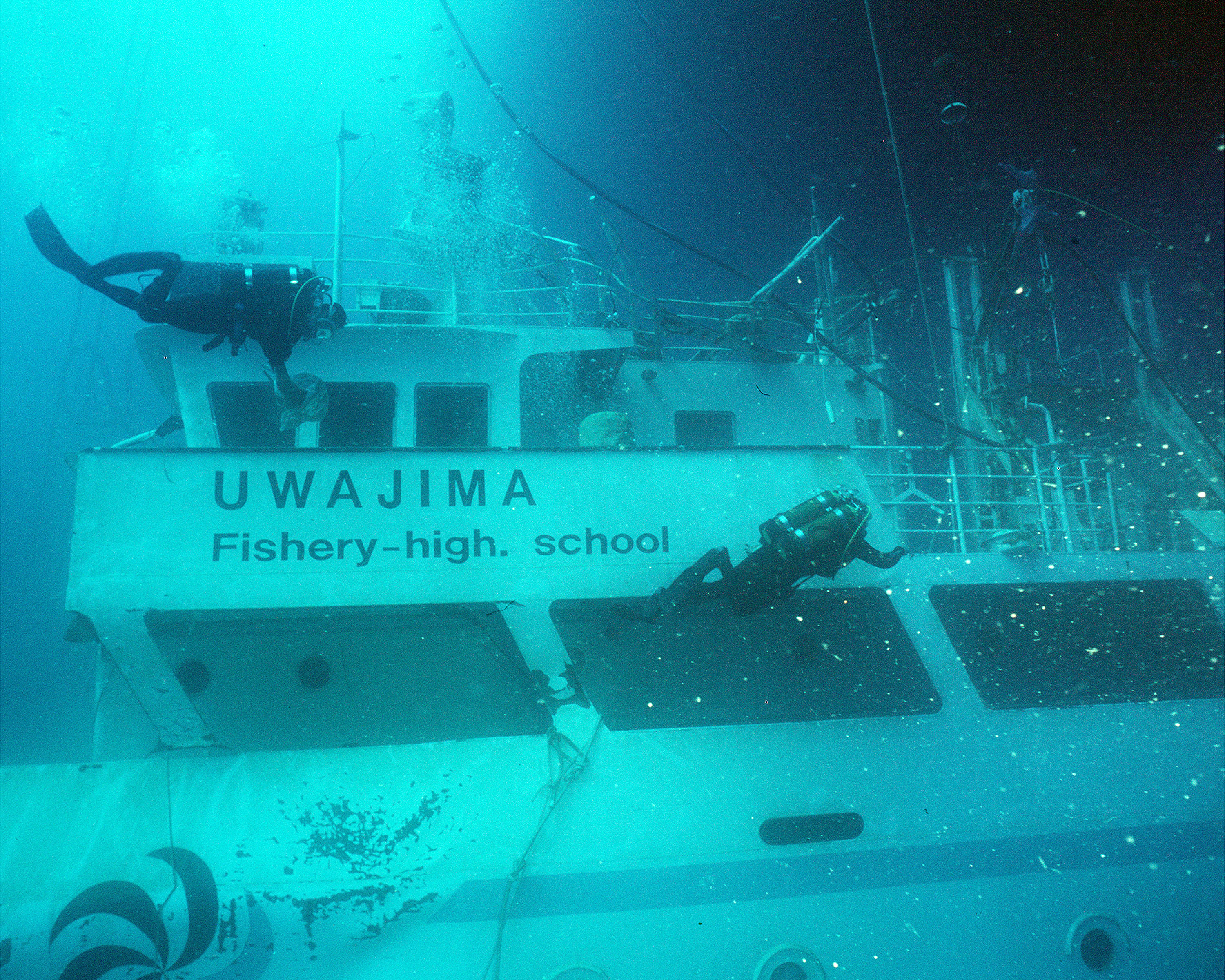
Des plongeurs inspectent l'épave du Ehime Maru (5 novembre 2001).

- Le 3 octobre 1986, selon la Marine soviétique et démenti par l'US Navy, l'USS Augusta (SSN-710) aurait heurté et coulé le SNLE soviétique K-219 de classe Yankee au large des Bermudes ;
- Le 20 octobre 1986, selon la Marine soviétique et démenti par l'US Navy, le même USS Augusta aurait heurté le SNLE soviétique K-279 de classe Delta dans l'océan Atlantique ;

- Le 11 février 1992, l'USS Baton Rouge (SSN-689) percute le SNA russe K-276 de la classe Sierra, qu'il pistait au large de Severomorsk, à la limite (contestée) des eaux territoriales russes. Pas de victimes ;
- Le 19 mars 1998, l'USS San Juan (SSN-751), qui est en plongée, est heurté par le SNLE USS Kentucky (SSBN-737) de classe Ohio, naviguant en surface, au large de Long Island. L'accident, qui ne fait aucune victime, est attribué à des erreurs humaines ;
- Le 9 février 2001, l'USS Greeneville (SSN-772) heurte le chalutier-école japonais Ehime Maru au large d’Oahu au cours d'une manœuvre de remontée d’urgence. Neuf membres d’équipage du navire japonais sont morts. Le Conseil National de la Sécurité des Transports (National Transportation Safety Board) américain conclut que la collision a été provoquée par une communication inadéquate entre les officiers supérieurs de l'USS Greeneville[6] ;
- Le 2 novembre 2002, l'USS Oklahoma City (SSN-723) heurte un navire cargo norvégien en mer Méditerranée ouest, endommageant le kiosque et le périscope du sous-marin. Aucun blessé[6] :
- Le 9 janvier 2005, l'USS San Francisco (SSN-711), naviguant à grande vitesse près de Guam, heurte une montagne sous-marine à cause d'une carte de navigation non remise à jour. Le dôme sonar est écrasé par l'impact, qui déforme les portes des 4 tubes lance-torpilles et endommage 15 torpilles et 2 missiles de croisière Tomahawk. L'échouement fait un mort et 24 blessés[7] ;
- Le 5 septembre 2005, vers 2h du matin (heure locale), l'USS Philadelphia est heurté par le cargo turc Aysen à 30 milles au large de Bahreïn. Le cargo endommage l’hélice, les barres de plongée et un périscope du Philadelphia. Aucun blessé[8] ;
- Le 9 janvier 2007, l'USS Newport News (SSN-750), naviguant en plongée au sud de détroit d'Ormuz, est aspiré par effet Venturi et heurte le pétrolier japonais Mogamigawa. Dégâts mineurs et aucun blessé[6] :
- Le 20 mars 2009, vers 1h du matin (heure locale), l'USS Hartford (SSN-768) percute dans le détroit d'Ormuz l'USS New Orleans, bâtiment de classe San Antonio. La collision fait 15 blessés légers sur le Hartford et provoque une rupture au niveau du réservoir de carburant du New Orleans, ce qui entraîne le déversement d'environ 95 000 litres de gazole. L’Hartford subit des dégâts sur le kiosque et sur la barre de plongée avant[9].

## Culture populaire
- Dans le jeu vidéo Call of Duty: Modern Warfare 2, une des missions commence par le déploiement de la Task Force 141 et des Navy Seals par des sous-marins de classe Los Angeles.
- Un sous-marin de classe Los Angeles, l'USS Dallas, apparaît dans le roman techno-thriller The Hunt for Red October de l'écrivain américain Tom Clancy et dans le film homonyme : À la poursuite d'Octobre rouge.  L'USS Cheyenne est au cœur du roman Code SSN du même auteur.